# 黃世科
黃世科（1513年—1547年），字子登，號星湖，浙江紹興府蕭山縣人，民籍，明朝政治人物。

## 生平
浙江鄉試第三十三名舉人。嘉靖二十六年（1547年）中式丁未科會試第一百六十四名，登第二甲第五十六名進士。兵部觀政，未授官卒。

## 家族
曾祖黃淵；祖父黃懼；父黃九思，母曹氏。重庆下。兄黄世顯，嘉靖丁酉举人，贡士，颍州知州。弟世聪、世臣、世儒。子從龍、從周、從春。